# Ursus 1014
Ursus 1014 – ciężki ciągnik rolniczy produkowany przez Zakłady Mechaniczne "Ursus"

## Dane techniczne
Silnik:
- Typ: DS Martin Z 8002.12
- Rodzaj: wysokoprężny, turbodoładowany
- Moc według DIN 70020 - 70 kW (96 KM)
- Maksymalny moment obrotowy: 357,5 Nm przy 1600 obr./min
- Liczba cylindrów: 4
- Rodzaj wtrysku - bezpośredni
- Średnica cyl./skok tłoka: 110/120 mm
- Pojemność skokowa: 4562 cm³
- Stopień sprężania 16
- Jednostk. zużycie paliwa - 235 g/kWh
- Filtr powietrza - olejowy, dwustopniowy z wstępnym filtrem odśrodkowym

Układ napędowy:
- Sprzęgło główne - cierne jednostopniowe z samoczynną regulacją luzu, sterowane mechanicznie
- Skrzynia przekładniowa - mechaniczna
- Wzmacniacz momentu - włączany hydraulicznie, o przełożeniu 1,34
- Liczba biegów przód/tył: 16/8

Układy jezdne:
- Tylny most z przekładnią główną stożkową i ze zwolnicami planetarnymi
- Blokada mech. różnicowego tylnego mostu - mechaniczna
- Przedni most napędowy - przekładnia główna stożkowa i zwolnice planetarne
- Blokada mech. różnicowego przedniego mostu - hydrauliczna
- Hamulec roboczy hydrauliczny, tarczowy, suchy
- Koła przednie: 14,9 R24 (420/70 R24)*
- Koła tylne: 18,4 R34 (520/70 R34)*
- Układ kierowniczy - hydrostatyczny

Układy agregowania:
- Funkcja podnośnika: regulacja siłowa, pozycyjna, mieszana, ciśnieniowa
- Udźwig TUZ: 4125 kg lub 5500 kg
- Wydatek hydrauliki zewnętrznej: 55 l/min
- Liczba wyjść hydrauliki zewnętrznej: 5 (7)* szybkozłączy
- Ciśnienie nominalne na szybkozłączu: 16 MPa
- WOM: 540 lub 1000 obroty/min
- Min. moc z WOM przy obrotach znamionowych: 63,7 kW (86,6 KM)
- (Przedni TUZ o udźwigu 1720 kg i WOM)*

Masy - wymiary - pojemności:
- Długość bez / z obciążnikami przednimi: 4160 / 4680 mm
- Wysokość dachu kabiny / tłumika: 2700 / 2620 mm
- Rozstaw osi: 2385 mm
- Prześwit: 380 mm
- Masa bez obciążników: 4570 kg
- Masa z obciążnikami: 5440 kg
- Zbiornik paliwa: 130 dm³

( )* - opcja